# Väinö Siikaniemi
Väinö Villiam Siikaniemi (Hollola, 27 marzo 1887 – Helsinki, 24 agosto 1932) è stato un giavellottista finlandese.
Partecipò alle Olimpiadi del 1912 di Stoccolma, aggiudicandosi l'argento nel lancio del giavellotto a due mani e il quinto posto nel lancio del giavellotto.

## Palmarès
| Anno | Manifestazione | Sede      | Evento                            | Risultato | Prestazione | Note |
| ---- | -------------- | --------- | --------------------------------- | --------- | ----------- | ---- |
| 1912 | Olimpiadi      | Stoccolma | Lancio del giavellotto            | 5º        | 52,43 m     |      |
| 1912 | Olimpiadi      | Stoccolma | Lancio del giavellotto a due mani | Argento   | 101,13 m    |      |